# Iva (plante)
Pour les articles homonymes, voir Iva.
Genre
Iva est un genre de plantes à fleurs de la famille des Asteraceae.

## Liste d'espèces
Selon GBIF (1 mars 2022)
- Iva annua L.
- Iva asperifolia Less.
- Iva axillaris Pursh
- Iva cheiranthifolia Kunt
- Iva connata Sesse & Moc.
- Iva ciliata Willd.
- Iva corbinii B.L. Tourneur
- Iva dealbata (A.Gray) Rydb.
- Iva foliosa Nutt.
- Iva frutescens L.
- Iva hayesiana Gray
- Iva imbricata Walter
- Iva microcephala Nutt.
- Iva obovata Greene ex C.F.Baker
- Iva texensis R.C.Jacks.
- Iva xanthiifolia Nutt.